# Frančišek Saleški Šušteršič
Franc (Frančišek Saleški) Šušteršič, slovenski rimskokatoliški duhovnik in urednik, * 22. januar 1864, Glince (Ljubljana), † 24. marec 1911, Ljubljana.
Šušteršič je teologijo študiral v Ljubljani ter bil 1886 posvečen v duhovnika. Leta 1891 se je izselil v ZDA kjer je prevzel novoustanovljeno slovensko župnijo sv. Jožefa v kraju Joliet v Illinoisu, istočasno pa je upravljal še župnijo v mestu La Salle. Leta 1891 in 1904 je dal postaviti novi cerkvi v Jolietu in tu 1895 ustanovil prvo slovensko župnijsko šolo v ZDA. Leta 1894 je bil med soustanovitelji Kranjske slovenske katoliške jednote, bil njen duhovni vodja in predsednik Zveze slovenskih katoliških duhovnikov v Ameriki. Od leta 1899 do 1909 je urejal tednik Amerikanski Slovenec, pisal članke in v Jolietu ustanovil tiskarno. Šušteršič je leta 1894 v koledarju Mohorjeve družbe objavil članek Slovenci v Ameriki, ki je prvi opis življenja slovenskih priseljencev v ZDA. Izdal je Katekizem za katoliške šole v Združenih državah ameriških (Cleveland, 1899) in brošuro Poduk rojakom Slovencem, ki se hočejo naseliti v Ameriki (Joliet, 1903). Leta 1910 se je vrnil v Ljubljano.